# Sauzeilh
Sauzeilh era una comuna francesa que estaba situada en el departamento de Ariège, de la región de Occitania, que entre 1790 y 1794 pasó a formar parte de la comuna de Vicdessos.

## Demografía
No constan datos demográficos de la comuna en el momento de su fusión.